# Pedro Eguiluz
Pedro Eguiluz Lamarca (Madrid, España; 14 de junio de 1921 - 24 de julio de 1977) fue un futbolista español que se desempeñaba como centrocampista.

## Clubes
| Club       | País   | Año         |
| ---------- | ------ | ----------- |
| Sevilla FC | España | 1941 - 1950 |